# Стефан (Киструсский)
Архимандрит Стефан (в миру Пётр Елисеевич Киструсский; около 1860, Рязанская губерния — 12 ноября 1901, Жировичи) — архимандрит Русской православной церкви, ректор Якутской и Олонецкой духовных семинарий, настоятель Жировичского монастыря.

## Биография
В 1880 году окончил Рязанскую духовную семинарию, а в 1884 году со званием магистранта исторического отделения окончил Московскую духовную академию.
С 6 февраля 1885 года — помощник инспектора Кавказской духовной семинарии.
С 1 марта 1889 года — преподаватель всеобщей, русской и церковной истории Пермской духовной семинарии.
В 1890 году был пострижен в монашество с наречением имени Стефан.
С 29 января 1892 году назначен ректором Якутской духовной семинарии, возведён в сан архимандрита.
С 13 января 1895 года — ректор Олонецкой духовной семинарии, председатель Олонецкого епархиального училищного совета.
С октября 1897 года — настоятель Жировичского Успенского монастыря.